# لوكاس فونسيكا
لوكاس فونسيكا (بالبرتغالية: Lucas fonseca‏) (2 أغسطس 1985 في البرازيل - ) هو لاعب كرة قدم برازيلي في مركز الدفاع. لعب مع نادي باهيا ونادي تيانجين تيدا ونادي غواراني وأونياو ساو جواو ‏ ونادي موجي ميريم.

## وصلات خارجية
- لوكاس فونسيكا على موقع قاعدة بيانات كرة القدم.إي يو (الإنجليزية)
- لوكاس فونسيكا على موقع Soccerway.com (الإنجليزية)